# Frank Vercauteren
Frank Vercauteren (Sint-Jans-Molenbeek, 28 oktober 1956), ook bekend als Franky of Frankie Vercauteren, is een Belgisch voetbaltrainer en voormalig profvoetballer.
Frank Vercauteren werd bij RSC Anderlecht opgeleid en groeide in de jaren 80 uit tot een van de boegbeelden van de Brusselse club. Hij was een linkermiddenvelder die over een uitstekende traptechniek beschikte, nationale en internationale trofeeën veroverde met RSC Anderlecht en meer dan een decennium lang voor de nationale ploeg van België uitkwam, onder meer op eindtoernooien. In Anderlecht werd hij dan ook de Prins van het Astridpark genoemd. In 1976 en 1978 won Vercauteren met Anderlecht de Europacup II en werd ook tweemaal de Europese Supercup gewonnen. In 1983 veroverde hij met paars-wit de UEFA Cup en enkele maanden later mocht hij de Gouden Schoen in ontvangst nemen. Na drie seizoenen bij het Franse FC Nantes sloot Vercauteren zijn carrière af bij het Brusselse RWDM.
Na zijn spelerscarrière werkte hij zich als assistent-trainer op tot hoofdcoach van Anderlecht. Hij loodste paars-wit naar twee landstitels op rij, maar werd een seizoen later na tegenvallende resultaten aan de deur gezet. Vervolgens werd hij bij de Rode Duivels de assistent van René Vandereycken. Toen die in april 2009 ontslagen werd, stelde de voetbalbond Vercauteren aan als interim-coach. Na tegenvallende resultaten en interne conflicten stapte Vercauteren al na enkele maanden op. Een jaar later veroverde hij met KRC Genk opnieuw de titel. Na afloop van het seizoen werd hij verkozen tot Trainer van het Jaar. Nadien was hij enkele maanden coach van Al-Jazira en Sporting Lissabon.

## Spelerscarrière

### Jeugd
Frank Vercauteren leerde voetballen op Het Pleintje in Kuregem, een volksbuurt tussen Anderlecht en Molenbeek. In zijn jeugd ging hij naar dezelfde school als gewezen voetballers Rik Coppens en Paul Van Himst. Op 6-jarige leeftijd sloot Vercauteren zich aan bij de jeugd van RSC Anderlecht. Hij doorliep er alle jeugdreeksen en maakte reeds als tiener de overstap naar de A-kern. Vercauteren was van oorsprong een aanvaller, maar werd door jeugdtrainer Martin Lippens omgeschoold tot middenvelder. Zijn gezin was in die periode geen supporter van Anderlecht, wel van Daring Brussel.

### RSC Anderlecht

#### Beginjaren
In het seizoen 1975/76 maakte Vercauteren zijn debuut op het hoogste niveau. Op 21 september 1975 mocht hij in een competitiewedstrijd tegen Racing Mechelen invallen voor verdediger Jean Thissen. Nadien belandde hij terug op de bank, mede door twee zware knieblessures. Maar in de laatste maanden van het seizoen werkte hij zich op tot vaste invaller en zelfs titularis. Op 4 april 1976 scoorde hij zijn eerste goal voor paars-wit. Hij maakte toen een treffer in de derby tegen RWDM. In zijn eerste seizoen bereikte hij met Anderlecht ook de finale van de Europacup II. Trainer Hans Croon startte uit bijgeloof met dezelfde 11 spelers als uit een van de vorige Europese wedstrijden. Vercauteren zat op de bank, maar mocht al na 32 minuten de geblesseerde Ludo Coeck vervangen. Anderlecht won uiteindelijk met 4-2 van West Ham United.
Vanaf het seizoen 1976-'77 nam trainer Raymond Goethals het roer over en werd Vercauteren een vaste waarde op de linkerflank. Hij bereikte met Anderlecht voor het tweede jaar op rij de finale van de Europacup II, maar ditmaal verloor paars-wit met 2-0 van Hamburger SV. Wel veroverde Anderlecht in augustus 1976 voor het eerst de Europese Supercup. Anderlecht versloeg het Bayern München van Franz Beckenbauer, Karl-Heinz Rummenigge en Gerd Müller in twee wedstrijden.
Toen Anderlecht zich 1978 voor de derde keer op rij voor de finale van de Europacup II wist te plaatsen, bevestigde het zijn status van Europese topper. In die dagen vormden Vercauteren en aanvoerder Rob Rensenbrink een belangrijke tandem op de linkerflank. De jonge Vercauteren fungeerde als een soort waterdrager in dienst van de Nederlandse linksbuiten. Anderlecht blikte in zijn derde Europacupfinale op rij Austria Wien in met 4-0. Een half jaar later won Anderlecht ook voor de tweede maal de Europese Supercup.

#### Gouden Schoen
Ondanks de Europese successen slaagde Vercauteren er met Anderlecht niet meteen in om een titel te veroveren. De laatste landstitel dateerde van 1974. Om Anderlecht opnieuw kampioen te laten worden, trok voorzitter Constant Vanden Stock de Joegoslaaf Tomislav Ivić aan. De nieuwe trainer voerde een ongezien spelsysteem in, hamerde op discipline en kon vooral de toen 24-jarige Vercauteren bekoren met zijn aanpak. Bovendien zorgde het vertrek van Rensenbrink ervoor dat Vercauteren op de linkerflank kon ontbolsteren. Voor het eerst in zijn carrière maakte hij tien doelpunten in een seizoen. Anderlecht werd in 1980/81 uiteindelijk met elf punten voorsprong (in een tweepuntensysteem) op runner-up SC Lokeren kampioen.

Ivić toonde de ploeg de juiste weg, het heeft járen geduurd voor men dat heeft begrepen, hij was zijn tijd ver voor.

In 1982 bereikte Vercauteren met Anderlecht de halve finales van EC I. Vercauteren was inmiddels uitgegroeid tot de aanvoerder van het elftal. De mondige middenvelder loodste Anderlecht in 1983 naar de eindzege in de UEFA Cup. Voor die prestatie mocht hij in januari 1984 de Gouden Schoen in ontvangst nemen. Als Brusselaar was hij erg geliefd bij de supporters van Anderlecht. Het leverde hem de bijnaam Prins van het Astridpark op. In mei 1984 werd hij met paars-wit verliezend finalist in de UEFA-beker.
Als kapitein van een elftal dat bestond uit klinkende namen als Juan Lozano, Enzo Scifo, René Vandereycken, Georges Grün en Morten Olsen werd Vercauteren midden jaren 80 drie keer op rij kampioen en een keer Belgisch Supercupwinnaar. Europees was er in 1986 opnieuw een halve-finaleplaats in de Europacup I.

#### Afscheid
Het afscheid van Vercauteren werd er één in mineur. De middenvelder wilde zijn contract met vier seizoenen verlengen, maar het Anderlechtbestuur wilde hem laten inleveren. Uiteindelijk deelde manager Michel Verschueren hem op 4 juni 1987 mee dat de samenwerking werd stopgezet. Na 24 jaar Anderlecht zocht hij andere oorden op.

### FC Nantes
Vercauteren tekende in 1987 een contract bij de Franse eersteklasser FC Nantes, ondanks aanbiedingen van onder meer FC Sochaux. Ook de Belgen Erwin Vandenbergh, Leo Van der Elst en Enzo Scifo voetbalden in die dagen in Frankrijk. Met Nantes won Vercauteren geen prijzen, wel werd hij twee keer de beste "passeur" oftewel de speler verantwoordelijk voor het meeste assists uit de Division 1.

### RWDM
Daring Brussel, de club waar zijn familie voor supporterde, heette inmiddels RWDM. In 1990 keerde Vercauteren terug naar Brussel en sloot hij zich aan bij RWDM. Vercauteren kende een trofeeënloos verblijf tot 1993 bij RWDM. Begin 1993 scoorde hij nog met RWDM tegen Anderlecht, waarna hij zijn vingers ten hemel wees, symboliserend dat hij aan zijn overleden, voor Daring supporterende vader dacht.

## Statistieken
| Seizoen  | Club           | Competitie    | Competitie | Competitie |
| Seizoen  | Club           | Competitie    | Wed.       | Dlp.       |
| -------- | -------------- | ------------- | ---------- | ---------- |
| 1975-'76 | RSC Anderlecht | Eerste klasse | 11         | 3          |
| 1976-'77 | RSC Anderlecht | Eerste klasse | 32         | 4          |
| 1977-'78 | RSC Anderlecht | Eerste klasse | 32         | 4          |
| 1978-'79 | RSC Anderlecht | Eerste klasse | 32         | 9          |
| 1979-'80 | RSC Anderlecht | Eerste klasse | 31         | 6          |
| 1980-'81 | RSC Anderlecht | Eerste klasse | 33         | 10         |
| 1981/82  | RSC Anderlecht | Eerste klasse | 34         | 8          |
| 1982-'83 | RSC Anderlecht | Eerste klasse | 34         | 6          |
| 1983-'84 | RSC Anderlecht | Eerste klasse | 29         | 12         |
| 1984-'85 | RSC Anderlecht | Eerste klasse | 30         | 14         |
| 1985-'86 | RSC Anderlecht | Eerste klasse | 35         | 9          |
| 1986-'87 | RSC Anderlecht | Eerste klasse | 34         | 8          |
| 1987-'88 | FC Nantes      | Division 1    | 31         | 4          |
| 1988-'89 | FC Nantes      | Division 1    | 32         | 8          |
| 1989-'90 | FC Nantes      | Division 1    | 15         | 6          |
| 1990-'91 | RWDM           | Eerste klasse | 16         | 1          |
| 1991-'92 | RWDM           | Eerste klasse | 14         | 2          |
| 1992-'93 | RWDM           | Eerste klasse | 21         | 2          |
| Totaal   | Totaal         | Totaal        | 496        | 115        |

## Nationale ploeg
Frank Vercauteren speelde tijdens zijn loopbaan 63 keer voor de Rode Duivels. Zijn eerste interland speelde hij op 16 november 1977. Bondscoach Guy Thys selecteerde hem toen voor de WK-kwalificatiewedstrijd tegen Noord-Ierland. België verloor met 3-0 en wist zich niet te plaatsen voor het wereldkampioenschap.
Zijn eerste doelpunt voor de Rode Duivels scoorde hij in zijn vierde interland (11 oktober 1978) en dit in én tegen Portugal die eindigde in een 1-1.
Aan het EK 1980 mocht België wel deelnemen, maar Thys nam Vercauteren niet mee naar Italië. Op het WK 1982 was de linkermiddenvelder van Anderlecht er wel bij. Tijdens de openingswedstrijd van het toernooi namen de Rode Duivels het op tegen regerend wereldkampioen Argentinië. België won met 1-0. Met een banaanvoorzet (i.e. kromme voorzet) zorgde Vercauteren voor de assist. Hij speelde elke wedstrijd op het toernooi en vloog er met België uit in de tweede ronde.
Op het EK 1984 maakte Vercauteren deel uit van de selectie. België overleefde de eerste ronde niet, maar Vercauteren kon wel scoren. In de laatste groepswedstrijd, tegen Denemarken, scoorde hij zijn derde doelpunt voor de nationale ploeg. De goal werd door verslaggever Rik De Saedeleer bejubeld met een luid "Dag moeder, dag moeder!" België verloor wel met 3-2.
Het laatste toernooi waar Vercauteren met de nationale ploeg aan deelnam, was het WK 1986 in Mexico. België bereikte de halve finale. In de groepsfase schilderde hij tegen Paraguay de bal in de kruising. De goal was eigenlijk een mislukte voorzet. Een Amerikaanse professor noemde het desondanks in 2002 de mooiste WK-goal ooit. In de wedstrijd om de derde plaats kwam Vercauteren niet in actie.
Op 12 oktober 1988 speelde de net geen 32-jarige Vercauteren zijn laatste interland voor België. Van Thys mocht hij starten in een oefenpartij tegen Brazilië. Na 60 minuten werd hij vervangen. Hij werd wel nog opgeroepen voor de interlands tegen Zwitserland, Tsjecho-Slowakije en Portugal maar kreeg geen speelminuten meer.

## Trainerscarrière

### Jeugdtrainer
Meteen na zijn loopbaan als voetballer ging Frank Vercauteren aan de slag als jeugdcoördinator, eerst bij het bescheiden CS Braine, nadien bij de eersteklasser KV Mechelen. In het seizoen 1997/98 mocht hij bij Malinwa het eerste elftal als hoofdtrainer onder zijn hoede nemen. De club was toen net naar de tweede klasse gedegradeerd en bereikte onder Vercauteren de eindronde.

### Terugkeer naar RSC Anderlecht

#### Assistent-trainer
In de zomer van 1998 keerde Vercauteren terug naar zijn Anderlecht. Constant Vanden Stock, die hem in 1987 geen nieuw spelerscontract had gegeven, was opgevolgd door zijn zoon Roger, die Vercauteren binnenhaalde als jeugdcoördinator. In september 1998 stapte Arie Haan bij Anderlecht op als hoofdtrainer, waarna Jean Dockx diens taken overnam en Vercauteren tot hulptrainer werd benoemd. Samen met Dockx loodste Vercauteren Anderlecht dat jaar nog van een zestiende plaats naar een derde met een daaraan verbonden Europees ticket.
Dockx werd nadien verantwoordelijk voor de scouting, maar Vercauteren bleef aan als assistent-coach van eerst Aimé Anthuenis en vervolgens Hugo Broos. Tijdens het tijdperk Anthuenis-Vercauteren kwamen er twee landstitels en evenveel Belgische supercups bij in Anderlechts prijzenkast, met Broos en Vercauteren als verantwoordelijken voor het eerste elftal één landstitel.

#### Hoofdtrainer
In februari 2005 ontsloeg het Anderlechtbestuur Broos en aanvaardde Vercauteren na bedenktijd het hoofdtrainerschap. RSC Anderlecht werd onder zijn leiding vicekampioen.
Eind januari 2006 bespraken sommige kranten de mogelijkheid van Vercauterens ontslag. Roger Vanden Stock gaf op een persconferentie voor een duel tegen Genk aan dat Vercauteren hoe dan ook tot mei 2006 zou aanblijven. Sommige printmedia omschreven dit als een blijk van vertrouwen, hoewel Vercauteren op dat moment een contract tot langer dan mei 2006 – meer bepaald juni 2007 – bezat. Anderlecht won de wedstrijd tegen Genk met 4-1. Anderlecht sloot het seizoen bovendien af als landskampioen.
In februari 2007 maakte Anderlecht bekend dat Vercauteren een nieuw contract kreeg tot juni 2009. Vercauteren bedankte voor het vertrouwen en loodste paars-wit naar een tweede titel op rij. Voor aanvang van het seizoen 2007/08 liet de club Vercauterens assistenten Glen De Boeck en Jacky Munaron vertrekken en werden Ariël Jacobs en Filip De Wilde in huis gehaald als nieuwe hulptrainers. Op 11 november 2007 werd Vercauteren ontslagen. Hij had in het begin van het seizoen de Belgische supercup gewonnen en was met de club nog in de running voor de titel en beker. Jacobs, met wie hij geen goede verstandhouding had, volgde hem op als hoofdtrainer. Over zijn (tweede) vertrek bij Anderlecht zei hij achteraf het volgende:

Als speler ben ik er weggegaan met dezelfde problemen. Rensenbrink ook. Arie Haan ook. Hugo Broos als trainer ook. René Vandereycken ook. Die komen er evenmin nog. Eigenlijk is dat triest. Anderlecht is een groot deel van je leven. Het zou toch veel mooier zijn als je er kon binnenspringen wanneer je wilde en er hartelijk werd ontvangen?

### Rode Duivels
In 2008 werd Vercauteren door de Koninklijke Belgische Voetbalbond (KBVB) benoemd tot assistent van bondscoach René Vandereycken. Vercauteren volgde zijn gewezen ploegmaat Stéphane Demol op. De Rode Duivels probeerden zich te plaatsen voor het WK 2010 in Zuid-Afrika. Op een moment dat België niet op een kwalificatieplaats stond maar evenmin uitgeschakeld was, ontsloeg de KBVB Vandereycken. De voetbalbond legde de Nederlander Dick Advocaat vast als Vandereyckens opvolger. Advocaat was nog enkele maanden onbeschikbaar, maar Vercauteren was bereid de nationale ploeg gedurende enkele maanden onder zijn hoede te nemen.
Na een met 2-1 van Armenië verloren WK-kwalificatiewedstrijd gaf Vercauteren er de brui aan. In de catacomben van het stadion gaf hij voor de camera's van de Belgische pers en met de bestuursleden van de KBVB op de achtergrond een duidelijke mededeling:

Ik heb de mensen van het bestuur en de spelers samengeroepen om te zeggen dat ik de eer bij mezelf houd en ermee stop. Ik blijf beschikbaar voor het Belgisch voetbal en de bond. We zullen wel discussiëren... Maar niet in deze taak, want ik kan me met deze prestatie en dit team niet vereenzelvigen. Punt aan de lijn.

Achteraf stelde Vercauteren in een interview dat Philippe Collin, bestuurslid van Anderlecht en voorzitter van de Technische Commissie van de KBVB, achter zijn ontslag zat. Verder hekelde hij de spelersgroep en het beleid van de bond.

### KRC Genk
Vercauteren bleef in België en volgde in december 2009 Hein Vanhaezebrouck op bij KRC Genk. Na een aarzelend begin – in die laatste maand van 2009 won Genk niet, zodat Vercauteren in het kalenderjaar 2009 geen enkele wedstrijd als trainer gewonnen had, met België noch Genk – steeg de ploeg van positie dertien naar elf, hetgeen deelname aan play-offs II B inhield. Genk werd eerste in zijn groep en mocht het opnemen tegen Westerlo en STVV voor het laatste Europees ticket. Genk trok aan het langste eind en plaatste zich voor de Europa League.
In 2010/11 sloot Genk de reguliere competitie af als tweede. In play-off I loodste hij het team naar de landstitel. Na het laatste fluitsignaal pinkte Vercauteren een traantje weg. Wat later werd hij voor het eerst verkozen tot Trainer van het Jaar.
In de eerste maanden van het seizoen 2011/12 won Vercauteren met Genk de Belgische supercup. Vercauteren uitte in die dagen tegenover de media zijn ontevredenheid. Enkele spelers vertrokken of wilden hun aanblijven niet bevestigen. Bovendien werden amper inkomende transfers afgerond. Vercauteren tekende kort daarna bij Al-Jazira. Hij probeerde Genk wel eerst door de voorrondes van het kampioenenbal te leiden. Meteen na de heenwedstrijd van de laatste voorronde stapte Vercauteren op bij Genk om Al-Jazira in de Verenigde Arabische Emiraten te trainen. Op de luchthaven nam hij afscheid van de club. Genk plaatste zich vervolgens voor de groepsfase van de Champions League.

### Al-Jazira
Bij Al-Jazira, een club uit Abu Dhabi, werd Vercauteren de vervanger van Alejandro Sabella, die bondscoach was geworden van Argentinië. Als assistent koos Vercauteren voor zijn vroegere ploegmaat en collega Hugo Broos.
Al-Jazira maakte op 8 maart 2012 bekend dat het Vercauteren uit zijn functie onthief, al gaf Vercauteren later in Het Nieuwsblad aan dat het ontslag juridisch op dat moment nog niet officieel was. Al-Jazira stond derde in de competitie op het moment van de clubmededeling. Het bestuur stelde in de mededeling dat Vercauteren niet overeenkwam met de spelersgroep. Ook Vercauterens assistent Broos werd ontslagen. Caio Junior volgde Vercauteren op.

### Sporting Lissabon
Op 24 oktober 2012 werd Vercauteren de nieuwe coach van Sporting Lissabon. Hij volgde de ontslagen Ricardo Sa Pinto op. Vercauteren was de eerste Belgische trainer van de club sinds Robert Waseige in 1996. Op 7 januari 2013 werd hij aan de deur gezet na tegenvallende resultaten. Sporting stond na 13 speeldagen op de 12e plaats. Eerder had de club met Jesualdo Ferreira al een technisch directeur aangesteld om een oogje in het zeil te houden. Diezelfde Ferreira volgde hem op als trainer.

### KV Mechelen
Op 5 januari 2014 keerde Vercauteren terug naar KV Mechelen. Hij volgde daar Harm van Veldhoven op. Vercauteren had zich samen met KV Mechelen één doelstelling gesteld: Malinwa in eerste klasse houden. Dat lukte en beide partijen gingen dan ook aan tafel zitten om een mogelijke contractverlenging te bespreken. Desondanks werd op 5 mei 2014 bekendgemaakt dat Vercauteren geen contractverlenging kreeg van Johan Timmermans, de voorzitter van KV Mechelen: "Na een grondige evaluatie merkten we dat we niet op dezelfde lijn zouden zitten voor het nieuwe seizoen."

### Cercle Brugge
Op 16 oktober 2017 tekende Vercauteren een contract tot 30 juni 2018. Hij volgde de ontslagen José Riga op die ontslagen werd na een 19 op 33 in de 1ste klasse B. Op 10 maart 2018 keerde hij met Cercle terug naar de eerste klasse na een ware thriller tegen KFCO Beerschot-Wilrijk (3-1). Cercle moest een 1-0 achterstand wegwerken na verlies in de heenronde van de promotiefinale. Vercauteren besliste om na het seizoen op te stappen als trainer en werd opgevolgd door de Laurent Guyot.

### Al-Batin
Vercauteren tekende in augustus een contract bij de Saudi-Arabische club Al-Batin. Daar wist hij in zijn zeven eerste wedstrijden slechts vier punten te sprokkelen. Op 1 november 2018 werd hij samen met zijn assistenten Vincent Euvrard, Bart Caubergh en Lieven De Veirman ontslagen.

### OH Leuven
Op 8 februari 2019 tekende Vercauteren een contract bij Oud-Heverlee Leuven als sportief adviseur. Hij kwam samen met Vincent Euvrard naar de club, die er hoofdcoach werd. Hij werkte nog met hem samen bij Cercle Brugge en Al-Batin FC.

### RSC Anderlecht
Begin oktober 2019 tekende Vercauteren een contract bij RSC Anderlecht als hoofdtrainer. Hij volgde Welshman Simon Davies op die, samen met Vincent Kompany, geen resultaten wist te boeken in de eerste helft van het seizoen. Davies werd niet ontslagen maar kreeg een nieuwe functie, onder Vercauteren, in de staf van Anderlecht. In augustus 2020 werd Vercauteren aan de deur gezet wegens een verschil in visie met Kompany, die vervolgens stopte met voetballen en zelf hoofdtrainer werd.

### Royal Antwerp
Op 4 januari 2021 ondertekende Vercauteren een contract tot het einde van het seizoen als hoofdtrainer bij Royal Antwerp. In mei 2021 haalde de club met Brian Priske een nieuwe trainer binnen. Vercauteren kreeg de kans om aan boord te blijven als sportief adviseur, maar daar bedankte hij voor.

### Belgische Voetbalbond
Op 8 februari 2023 stelde Koninklijke Belgische Voetbalbond (KBVB) Vercauteren aan als technisch directeur. Samen met de nieuwe aangestelde bondstrainer Domenico Tedesco moest hij een nieuwe wind laten waaien bij de Rode Duivels, maar hun eerste toernooi het EK 2024 werd een mislukking met matig voetbal en een vroege uitschakeling in de tweede ronde. Mede door zijn duur contract en dat hij zijn functie voornamelijk uitvoerde vanuit zijn woonplaats in Rusland deed de KBVB besluiten zijn contract, dat op 30 november 2024 afloopt, niet te verlengen.

### Overzicht
- CS Braine (jeugdcoördinator 1993–1994)
- KV Mechelen (jeugdcoördinator 1994–1997; hoofdtrainer 1997–1998)
- RSC Anderlecht (jeugdcoördinator 1998–09/1998; assistent-trainer 09/1998–02/2005; hoofdtrainer 02/2005–11/2007)
- Rode Duivels (assistent-trainer 04/2008–05/2009; bondscoach 05/2009–09/2009)
- KRC Genk (hoofdtrainer 12/2009–08/2011)
- Al-Jazira Club (hoofdtrainer 08/2011–03/2012)
- Sporting Lissabon (hoofdtrainer 10/2012–01/2013)
- KV Mechelen (hoofdtrainer 01/2014–05/2014)
- Krylja Sovetov Samara (hoofdtrainer 06/2014–10/2016)
- Cercle Brugge (hoofdtrainer 10/2017–04/2018)
- Al-Batin (hoofdtrainer 06/2018-11/2018)
- Oud-Heverlee Leuven (technisch directeur 02/2019-10/2019)
- RSC Anderlecht (hoofdtrainer 10/2019-08/2020)
- Royal Antwerp (hoofdtrainer 01/2021-06/2021)
- Koninklijke Belgische Voetbalbond (technisch directeur 02/2023-11/2024)

## Erelijst
Als speler
| Competitie                            |                |                                    |                |                |
| Competitie                            | Aantal         | Jaren                              |                |                |
| RSC Anderlecht                        | RSC Anderlecht | RSC Anderlecht                     | RSC Anderlecht | RSC Anderlecht |
| ------------------------------------- | -------------- | ---------------------------------- | -------------- | -------------- |
| Nationaal                             |                |                                    |                |                |
| Eerste klasse                         | 4x             | 1980/81, 1984/85, 1985/86, 1986/87 |                |                |
| Beker van België                      | 1x             | 1975/76                            |                |                |
| Belgische Supercup                    | 1x             | 1985                               |                |                |
| Trofee Jules Pappaert                 | 3x             | 1977, 1983, 1985                   |                |                |
| Nationale Trofee voor Sportverdienste | 1x             | 1978                               |                |                |
| Europees                              |                |                                    |                |                |
| European Cup Winners' Cup             | 2x             | 1975/76, 1977/78                   |                |                |
| UEFA Cup                              | 1x             | 1982/83                            |                |                |
| Europese Supercup                     | 2x             | 1976, 1978                         |                |                |
| Individueel                           |                |                                    |                |                |
| Gouden Schoen                         | 1x             | 1983                               |                |                |

Als trainer
| Competitie                    |                |                  |                |                |
| Competitie                    | Aantal         | Jaren            |                |                |
| RSC Anderlecht                | RSC Anderlecht | RSC Anderlecht   | RSC Anderlecht | RSC Anderlecht |
| ----------------------------- | -------------- | ---------------- | -------------- | -------------- |
| Eerste klasse                 | 2x             | 2005/06, 2006/07 |                |                |
| Belgische Supercup            | 2x             | 2006, 2007       |                |                |
| KRC Genk                      |                |                  |                |                |
| Eerste klasse                 | 1x             | 2010/11          |                |                |
| Belgische Supercup            | 1x             | 2011             |                |                |
| Cercle Brugge                 |                |                  |                |                |
| Eerste klasse B               | 1x             | 2017/18          |                |                |
| Krylja Sovetov Samara         |                |                  |                |                |
| Pervy divizion PFL            | 1x             | 2014/15          |                |                |
| Individueel                   |                |                  |                |                |
| Belgisch Trainer van het Jaar | 1x             | 2011             |                |                |

## Trivia
- Tijdens zijn carrière speelde hij regelmatig met het rugnummer 6.
- Franky Vercauteren analyseerde kortstondig Champions Leaguewedstrijden voor de Franstalige commerciële zender RTL. Ook was hij co-commentator voor Canal+.
- Vercauteren won twee keer de Europacup II, een keer de UEFA Cup en twee keer de Europese Supercup. In totaal speelde hij vijf Europese finales met paars-wit.
- Zeven trainers wonnen twee of meer titels op rij met Anderlecht: Ernest Smith, Bill Gormlie, Pierre Sinibaldi, Arie Haan, Johan Boskamp, Aimé Antheunis en Frank Vercauteren.
- Zijn broer Francis Vercauteren voetbalde in de jaren 60 voor Daring Brussel.
- Max Colombie, de stiefzoon van Vercauteren, nam in 2005 deel aan de preselecties van het Junior Eurovisiesongfestival en is momenteel leadzanger van Oscar and the Wolf.
- Franky Vercauteren had een kleine gastrol in de film Paniekzaaiers uit 1986.
- Franky heeft twee stiefzonen, Max en Ken Colombie.

1 Pfaff ·
2 Gerets  ·
3 L. Millecamps ·
4 Meeuws ·
5 Renquin ·
6 Vercauteren ·
7 Vandereycken ·
8 Van Moer ·
9 Vandenbergh ·
10 Coeck ·
11 Ceulemans ·
12 Custers ·
13 Van der Elst ·
14 Baecke ·
15 De Schrijver ·
16 Plessers ·
17 Verheyen ·
18 Mommens ·
19 M. Millecamps ·
20 Vandersmissen ·
21 Czerniatynski ·
22 Munaron ·
Coach: Thys
1 Pfaff ·
2 Grün ·
3 Lambrichts ·
4 Clijsters ·
5 De Wolf ·
6 Vercauteren ·
7 Vandereycken ·
8 Claesen ·
9 Vandenbergh ·
10 Coeck ·
11 Ceulemans  ·
12 Munaron ·
13 Baecke ·
14 De Greef ·
15 Verheyen ·
16 Scifo ·
17 Voordeckers ·
18 Czerniatynski ·
19 Mommens ·
20 De Coninck ·
Coach: Thys
1 Pfaff ·
2 Gerets ·
3 F. Van der Elst ·
4 De Wolf ·
5 Renquin ·
6 Vercauteren ·
7 Vandereycken ·
8 Scifo ·
9 Vandenbergh ·
10 Desmet ·
11 Ceulemans  ·
12 Munaron ·
13 Grün ·
14 Clijsters ·
15 L. Van Der Elst ·
16 Claesen ·
17 Mommens ·
18 Veyt ·
19 Broos ·
20 Bodart ·
21 Demol ·
22 Vervoort ·
Coach: Thys
1954: Rik Coppens · 1955: Fons Van Brandt · 1956: Vic Mees · 1957: Jef Jurion · 1958: Roland Storme · 1959: Lucien Olieslagers · 1960–61: Paul Van Himst · 1962: Jef Jurion · 1963: Jean Nicolay · 1964: Wilfried Puis · 1965: Paul Van Himst · 1966: Wilfried Van Moer · 1967: Fernand Boone · 1968: Odilon Polleunis · 1969: Wilfried Van Moer · 1970: Wilfried Van Moer · 1971: Erwin Vandendaele · 1972: Christian Piot · 1973: Maurice Martens · 1974: Paul Van Himst · 1975: Johan Boskamp · 1976: Rob Rensenbrink · 1977: Julien Cools · 1978: Jean-Marie Pfaff · 1979: Jean Janssens · 1980: Jan Ceulemans · 1981: Erwin Vandenbergh · 1982: Eric Gerets · 1983: Frank Vercauteren · 1984: Enzo Scifo · 1985–86: Jan Ceulemans · 1987: Michel Preud'homme · 1988: Lei Clijsters · 1989: Michel Preud'homme · 1990: Franky Van der Elst · 1991: Marc Degryse · 1992: Philippe Albert · 1993: Pär Zetterberg · 1994: Gilles De Bilde · 1995: Paul Okon · 1996: Franky Van der Elst · 1997: Pär Zetterberg · 1998: Branko Strupar · 1999: Lorenzo Staelens · 2000: Jan Koller · 2001: Wesley Sonck · 2002: Timmy Simons · 2003: Aruna Dindane · 2004: Vincent Kompany · 2005: Sérgio Conceição · 2006: Mbark Boussoufa · 2007: Steven Defour · 2008: Axel Witsel · 2009: Milan Jovanović · 2010: Mbark Boussoufa · 2011: Matías Suárez · 2012: Dieumerci Mbokani · 2013: Thorgan Hazard · 2014: Dennis Praet · 2015: Sven Kums · 2016: José Izquierdo · 2017: Ruud Vormer · 2018–19: Hans Vanaken · 2020: Lior Refaelov · 2021: Paul Onuachu · 2022: Simon Mignolet · 2023: Toby Alderweireld · 2024: Hans Vanaken